# Konrad Laib
Konrad Laib (ur. prawdopodobnie w Eislingen w Szwabii ok. 1410, zm. po 1460, czynny w Salzburgu ok. 1440-60) – austriacki malarz późnego gotyku.
Niewiele wiadomo o jego życiu. W 1448 przyjął prawa miejskie w Salzburgu. Prawdopodobnie odbył podróż do Włoch (Padwa, Werona). Tworzył pod wpływem malarstwa niderlandzkiego z kręgu Rogiera van der Weydena i Roberta Campina. Być może jego uczniem był Rueland Frueauf  (starszy).

## Wybrane dzieła
- Pokłon Trzech Króli -   1440-50, 98 x 61,60 cm, Museum of Art, Cleveland
- Święci Prymian i Hermes -  ok. 1446, Museum Carolino Augusteum, Salzburg
- Ukrzyżowanie -  ok. 1449, 179 x 179 cm, Österreichische Galerie Belvedere, Wiedeń
- Zwiastowanie -  ok. 1450, Residenzgalerie, Salzburg
- Ukrzyżowanie -  1457, Muzeum Diecezjalne, Graz